# Толстых, Сергей Викторович
Сергей Викторович Толстых (род. 29 марта 1961, Москва) — советский и российский хоккеист, нападающий. Мастер спорта СССР (1983). Тренер.

## Биография
Воспитанник московского «Динамо», первый тренер Валентин Григорьев. Победитель хоккейного турнира зимней Спартакиады народов СССР 1978 года в составе сборной Москвы. В сезоне 1979/80 дебютировал во второй лиге в составе «Динамо» Харьков. Со следующего сезона — в составе клуба высшей лиги «Динамо» Рига. По ходу сезона 1981/82 перешёл в клуб первой лиги «Дизелист» Пенза. Два следующих сезона отыграл в высшей лиге в составе «Крыльев Советов». С сезона 1984/85 — в клубе первой лиги «Кристалл» Саратов. Сезон 1991/92 отыграл в польском клубе «Напшуд Янув», следующий — в «Кристалле» в МХЛ. В сезоне 1993/94 играл за немецкий «Гендорф» и за «Химик» Энгельс. Сезон 1994/95 начал в «Дизелисте», затем вернулся в «Кристалл». В сезоне 2000/01 был играющим тренером команды «Ривьера» Москва, после чего завершил карьеру игрока.
Окончил МОГИФК. Детский тренер в московских клубах «Русь» (2002—2003, 2004—2016, с 2021), «Пингвины» (20023-2004), «Динамо» (2016—2017), ЦСКА (2017—2018), «АПИА» (2018—2021).